# Karlheinz Zoeller
Karlheinz Zoeller (* 24. August 1928 in Höhr-Grenzhausen (Westerwald); † 29. Juli 2005 in Berlin) war ein deutscher Musiker, Hochschullehrer und Soloflötist der Berliner Philharmoniker.

## Leben
Zoeller studierte in Frankfurt am Main und – bei Kurt Redel – an der Hochschule für Musik Detmold. Noch während seiner Ausbildung erhielt er einen 1. Preis beim „Wettbewerb für junge Solisten“, den damals Radio Frankfurt veranstaltete und der ab 1962 von der ARD als Internationaler Musikwettbewerb der ARD in München weitergeführt wurde. Schon ab 1950 trat Zoeller als Solist auf und spielte Kammermusik. Nach ersten Engagements in Frankfurt, Herford und beim Sinfonieorchester des Westdeutschen Rundfunks in Köln kam er 1960 als Soloflötist zu den Berliner Philharmonikern. 1968, während eines Südamerika-Gastspiels, erlitt Zoeller in Buenos Aires einen schweren Unfall bei einer Taxifahrt vom Hotel in die Konzerthalle. Dabei starb der Taxifahrer. Zoeller selbst erlitt eine schwere Verletzung durch einen Metallsplitter, der in seine Lunge drang. Er musste seine Position bei den Berliner Philharmonikern aufgeben und übernahm deshalb eine Professur an der Hochschule für Musik und darstellende Kunst in Hamburg (heute: Hochschule für Musik und Theater Hamburg). 1970 hatte er eine erfolgreiche Lungenoperation und konnte endlich, nach seiner Genesung, 1976 wieder als 1. Soloflötist in das Solistenensemble der Berliner Philharmoniker zurückkehren, dem er bis zu seinem Eintritt in den Ruhestand 1993 angehörte.
Zoeller trat häufig als Bläsersolist unter dem Dirigat Herbert von Karajans auf, auch in mehreren Fernsehsendungen sowie in Kammermusikveranstaltungen.

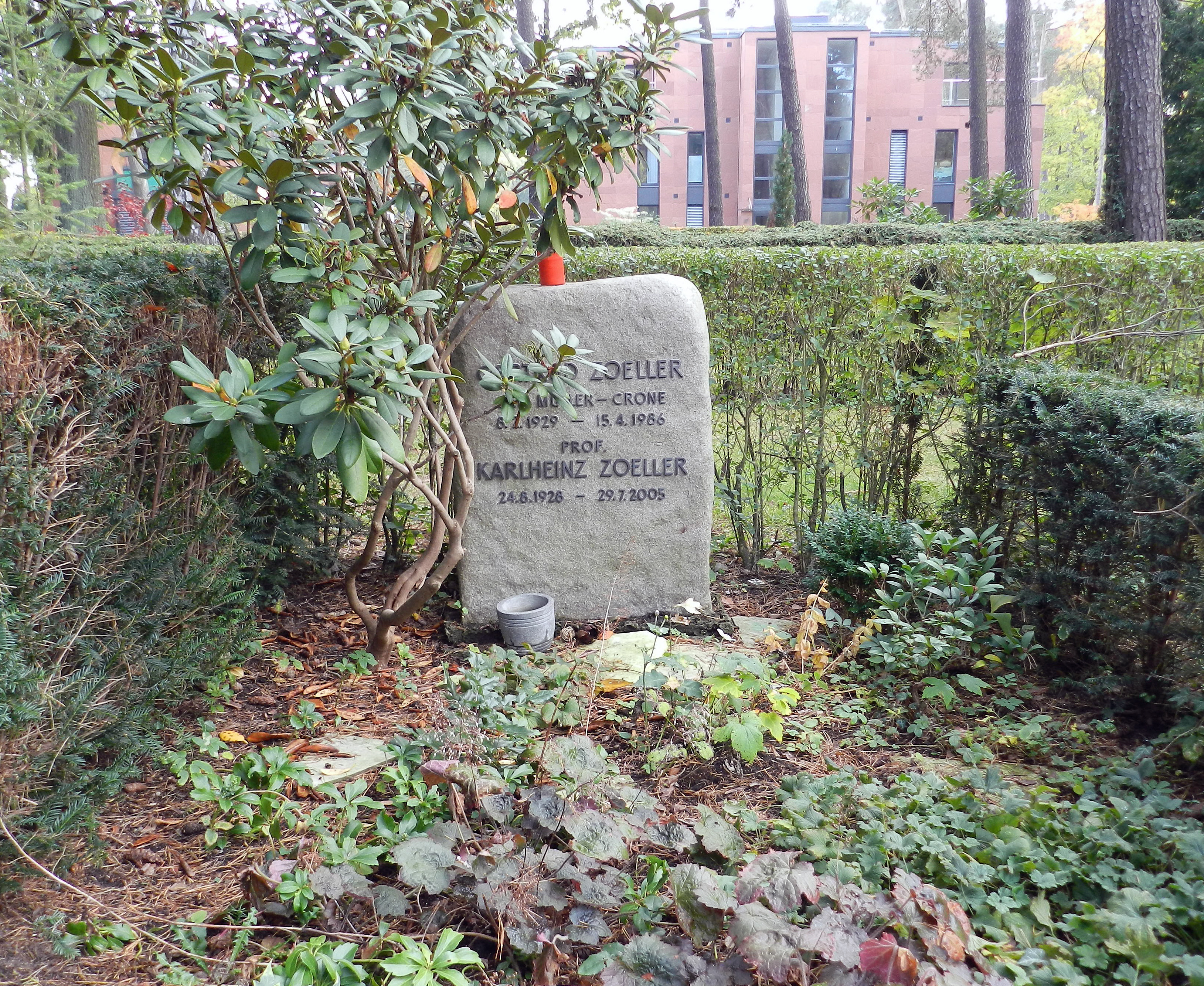
Grab von Zoeller auf dem Friedhof Nikolassee

Er förderte die Neue Musik und war Solist in den Uraufführungen des Doppelkonzertes für Flöte, Oboe und Orchester von György Ligeti (1972), sowie der Flötenkonzerte von Isang Yun (1977) und Manfred Trojahn (1983). 1964 gründete Zoeller das Ensemble „Philharmonische Solisten Berlin“.
Als Professor unterrichtete Zoeller an der Hochschule der Künste Berlin und an der Orchester-Akademie der Berliner Philharmoniker. Außerdem leitete er Meisterkurse. 1968 wurde er mit dem Deutschen Kritikerpreis ausgezeichnet.
Zoellers Grab befindet sich auf dem Friedhof Nikolassee in Berlin.